# Fran Govekar
Fran Govekar (ur. 9 grudnia 1871 w Igu, zm. 31 marca 1949 w Lublanie) – słoweński pisarz i dramaturg, jeden z czołowych przedstawicieli „nowego prądu”, czyli wariantu naturalizmu w literaturze słoweńskiej.
Był redaktorem czasopism „Slovenski narod” i „Slovan” oraz serii „Talija” publikującej dramaty oraz dyrektorem Słoweńskiego Teatru Narodowego. Autor pierwszej i najbardziej reprezentatywnej (choć artystycznie wtórnej, wzorowanej na prozie Émile’a Zoli) słoweńskiej powieści naturalistycznej V krvi („Ljubljanski zvon” 1896), ukazującej życie lublańskiego mieszczaństwa. Uprawiał także prozę historyczną (Svitanje 1921 – powieść o czasach słoweńskiego odrodzenia narodowego) i dramat. Dla potrzeb sceny adaptował utwory XIX-wiecznych pisarzy słoweńskich takich jak Josip Jurčič, Janko Kersnik czy Fran Levstik.